# OF-poort
De OF-poort is een logische poort met twee of meer ingangen en één uitgang. De logische toestand van de uitgang is uitsluitend 1, als minstens één ingang 1 is.
In een transistor-schakelcircuit (zonder relais, bijvoorbeeld een IC) wordt een OF-poort altijd opgebouwd met een NAND-schakeling als basis. Hier worden dan nog eens twee inverters voor de ingangen gezet, waardoor er een OR-werking ontstaat. Hiervoor zijn dus altijd minimaal vier transistors nodig.

## Booleaanse overdrachtsfunctie
De booleaanse overdrachtsfunctie van een OF-poort is als volgt gedefinieerd:
{\displaystyle Q=\sum _{i=1}^{n}P_{i}}
Voluit geschreven:
{\displaystyle {\begin{matrix}Q=P_{1}+P_{2}+...+P_{n}\end{matrix}}}

## Waarheidstabel voor een poort met 2 ingangen
| Ingangen | Ingangen | Uitgang |
| P1       | P2       | Q       |
| -------- | -------- | ------- |
| 0        | 0        | 0       |
| 0        | 1        | 1       |
| 1        | 0        | 1       |
| 1        | 1        | 1       |

## Waarheidstabel voor een poort met 3 ingangen

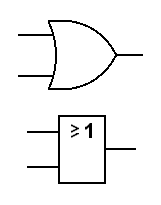
Amerikaans (boven) en IEC-symbool van een OR met twee ingangen

| Ingangen | Ingangen | Ingangen | Uitgang |
| P1       | P2       | P3       | Q       |
| -------- | -------- | -------- | ------- |
| 0        | 0        | 0        | 0       |
| 0        | 0        | 1        | 1       |
| 0        | 1        | 0        | 1       |
| 0        | 1        | 1        | 1       |
| 1        | 0        | 0        | 1       |
| 1        | 0        | 1        | 1       |
| 1        | 1        | 0        | 1       |
| 1        | 1        | 1        | 1       |

## Elektronische implementatie
OR-poorten worden, meestal in groepen of in combinatie met andere logische schakelingen, als geïntegreerde schakeling uitgevoerd. Meestal is het positieve logica; een logische 1 correspondeert met een hoge spanning. Het type 7432 uit de TTL-serie 74xx is een voorbeeld van een viervoudige OR met elk twee ingangen.

## Uitvoering

### Uitvoering met schakelaars
In de schakeling met relais of maakschakelaars is de stroomkring met de contacten gesloten wanneer minstens één relais/schakelaar bekrachtigd is. Positieve logica: 1 = stroomvoerend.

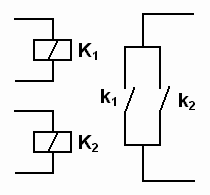
OF-poort met relais

### Uitvoering met transistoren
Indien een van beide ingangen onder spanning staan, laat een van beide transistoren stroom door en ontstaat een uitgangsspanning.

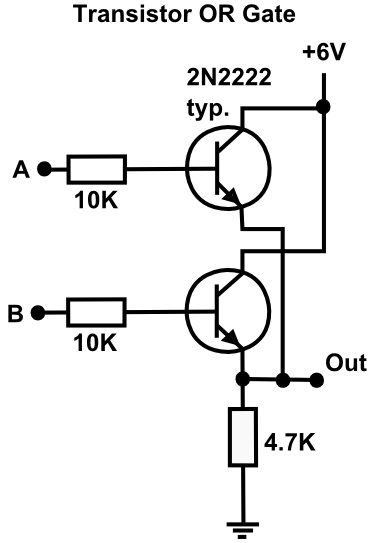
OR-poort met transistoren